# АЭС Вогтль
АЭС Вогтль (произносится [воугл]) (англ. Vogtle Electric Generating Plant) — действующая атомная электростанция на юго-востоке США.
Станция расположена на берегу реки Саванна в округе Берк штата Джорджия, в 35 милях на юг от города Огаста.
Названа в честь Элвина Уорда Вогтля (Alvin Ward Vogtle, 1918—1994), председателя совета холдинга Southern Company, одного из крупнейших энергетических холдингов в США.

## Энергоблоки 3 и 4

### Планирование
15 августа 2006 года компания Southern Nuclear официально подала заявку на получение Предварительного разрешения на строительство (Early Site Permit, ESP) для двух дополнительных блоков электростанции. ESP является документом, который подтверждает, что место строительства соответствует требованиям для постройки реактора. Процедура получения ESP отделена от процедуры подачи заявки на получение Комбинированной лицензии на строительство и эксплуатацию (Combined Construction and Operating License, COL).
31 марта 2008 года Southern Nuclear объявила, что подала заявку на COL, процесс получения лицензии займёт не менее 3—4 лет.
9 апреля 2008 года компания Georgia Power заключила соглашение на постройку двух реакторов AP1000, спроектированных компанией Westinghouse, которая в тот момент принадлежала японской компании Toshiba. Подрядчиком выступила компания Westinghouse в сотрудничестве с компанией Shaw Group (Батон-Руж, Луизиана) и её подразделением Stone & Webster, специализирующимся на управлении проектами. Компания Westinghouse осуществляет проектирование реактора и общее руководство проектом, а Shaw Group — производство компонентов и управление строительством. Это первый в США контракт на строительство нового атомного реактора после аварии на АЭС Три-Майл-Айленд в 1979 году. Он получил одобрение Комиссии государственной службы штата Джорджия (Georgia Public Service Commission) 17 марта 2009 года.

### Строительство
26 августа 2009 года Комиссия по ядерному регулированию (NRC) выдала Предварительное разрешение на строительство (ESP) и Ограниченное разрешение на проведение работ (Limited Work Authorization), после чего на новых площадках начались строительные работы. Планировалось, что энергоблок № 3 будет введён в эксплуатацию в 2016 году, а энергоблок № 4 — в 2017 году. Сроки были перенесены на 2021 и 2022 годы для блоков 3 и 4 соответственно.
19 октября 2020 года на энергоблоке № 3 успешно завершились «холодные испытания» — проведены проверка работоспособности и герметичности первого контура, сосудов высокого давления, трубопроводов и клапанов как в «ядерном», так и в «турбинном» островах станции.
26 апреля 2021 на энергоблоке № 3 стартовали горячие функциональные испытания
17 октября 2022 на энергоблоке № 3 началась загрузка топлива в активную зону реактора, что означает завершение этапа строительства и переход к этапу запуска, который продлится несколько месяцев. Годом ранее ожидалось, что загрузка топлива начнётся в конце 2021 года, но график неоднократно пересматривался.
18 августа 2023 года загрузка топлива в активную зону реактора началась на энергоблоке № 4.

### Финансовые проблемы из-за сдвига сроков окончания строительства
При строительстве третьего и четвертого энергоблоков новой конструкции АР-1000 (поколения 3+), разработанной Westinghouse Electric Company, возник ряд проблем. Исходно предполагалось пустить третий блок в 2016 году, а четвёртый — в 2017 году, при этом стоимость Vogtle-3/4 предполагалась около 15 миллиардов долларов.
Компании-участники — «Georgia Power» (70 % долевого участия) и «Oglethorpe Power Corp.» (30 %) — предъявили друг другу встречные иски на фоне спора о том, кто должен взять на себя увеличение стоимости проекта. В августе 2018 Georgia Power объявила о повышении расходов ещё на 2,3 млрд долларов. Стоимость проекта достигла 27 млрд.. После продолжительных переговоров компании-участники смогли договориться об увеличении стоимости строительства и были обозначены предельные сроки ввода в эксплуатацию — ноябрь 2021 и ноябрь 2022 соответственно.
Однако сроки ввода в эксплуатацию продолжали отодвигаться, а конечная стоимость увеличиваться. На июнь 2022 года были установлены сроки: III квартал 2022 года и IV квартал 2023 года соответственно, а оценочная стоимость возросла до 30 миллиардов с лишним — и эти показатели не окончательные.

## Энергоблоки
| Энергоблок | Тип реакторов          | Мощность | Мощность | Начало строительства | Физпуск    | Подключение к сети | Ввод в эксплуатацию | Закрытие |
| Энергоблок | Тип реакторов          | Чистый   | Брутто   | Начало строительства | Физпуск    | Подключение к сети | Ввод в эксплуатацию | Закрытие |
| ---------- | ---------------------- | -------- | -------- | -------------------- | ---------- | ------------------ | ------------------- | -------- |
| Вогтль-1   | PWR, W (4-loop) DRYAMB | 1150 МВт | 1229 МВт | 01.08.1976           | 09.03.1987 | 27.03.1987         | 01.06.1987          | —        |
| Вогтль-2   | PWR, W (4-loop) DRYAMB | 1152 МВт | 1229 МВт | 01.08.1976           | 28.03.1989 | 10.04.1989         | 20.05.1989          | —        |
| Вогтль-3   | PWR, AP1000            | 1117 МВт | 1250 МВт | 12.03.2013           | 01.03.2023 | 01.04.2023         | 31.07.2023          | —        |
| Вогтль-4   | PWR, AP1000            | 1117 МВт | 1250 МВт | 19.11.2013           | 14.02.2024 | 01.03.2024         | 29.04.2024          | —        |